# Вольфганг фон Шам'є-Гліщинський
Вольфганг фон Шам'є-Гліщинський (нім. Wolfgang von Chamier-Glisczinski; 16 квітня 1894, Гаген, Німецька імперія — 12 серпня 1943, Сісак, Хорватія) — німецький офіцер, генерал-лейтенант люфтваффе (25 жовтня 1943; посмертно). Кавалер Лицарського хреста Залізного хреста.

## Біографія
Виходець із давнього поморського роду. 20 листопада 1913 року вступив у 143-й піхотний полк. Учасник Першої світової війни. У жовтні-грудні 1915 року пройшов льотну підготовку і з 13 грудня 1915 служив льотчиком-спостерігачем 12-го, а потім 23-го авіазагону. 31 березня 1918 року його літак був збитий, а сам Шам'є-Гліщинський взятий в полон французами. У лютому 1920 року звільнений і повернувся до Німеччини. 1 жовтня 1920 року прийнятий на службу в рейхсвер, служив у піхоті; закінчив секретні курси офіцера Генштабу. З 1 квітня 1933 року — командир роти 15-го піхотного полку. 1 червня 1934 року переведений в люфтваффе і 1 квітня 1935 року призначений командиром групи і комендантом аеродрому Коттбуса. З 1 лютого 1936 року — командир училища авіації дальнього радіусу дії в Берліні. 1 квітня 1939 року призначений командиром 3-ї бомбардувальної ескадри в Ельбінгу, з якою взяв участь у Французькій і Балканській кампаніях. З 1 грудня 1941 року — начальник головного училища бомбардувальної авіації в Тутова. 1 квітня 1943 року був призначений командувачем авіацією в Південно-Східній Хорватії. Загинув у авіакатастрофі.

## Нагороди
- Залізний хрест 2-го і 1-го класу
- Нагрудний знак пілота-спостерігача (Пруссія)
- Ганзейський Хрест (Гамбург)
- Хрест «За військові заслуги» (Ліппе)
- Нагрудний знак «За поранення» в сріблі
- Пам'ятний знак пілота (Пруссія)
- Почесний хрест ветерана війни з мечами
- Медаль «За вислугу років у Вермахті» 4-го, 3-го і 2-го класу (18 років)
- Застібка до Залізного хреста 2-го і 1-го класу
- Лицарський хрест Залізного хреста (6 жовтня 1940)